# Seeshaupt

Carl Spitzweg: Przybycie do Seeshaupt (1880)

Seeshaupt – miejscowość i gmina w Niemczech, w kraju związkowym Bawaria, w rejencji Górna Bawaria, w regionie Oberland, w powiecie Weilheim-Schongau, siedziba wspólnoty administracyjnej Seeshaupt. Leży około 10 km na wschód od Weilheim in Oberbayern, nad jeziorem Starnberger See, przy linii kolejowej Kochel am See – Monachium.

## Dzielnice
- Jenhausen
- Magnetsried
- Seeshaupt

## Demografia
| Rok  | Liczba mieszk. |
| ---- | -------------- |
| 1970 | 2 092          |
| 1987 | 2 545          |
| 2000 | 2 727          |
| 2005 | 2 885          |

### Struktura wiekowa
Dane o ludności z 31 grudnia 2008:
| Opis                                | Ogółem | Ogółem | Kobiety | Kobiety | Mężczyźni | Mężczyźni |
| ----------------------------------- | ------ | ------ | ------- | ------- | --------- | --------- |
| Jednostka                           | osób   | %      | osób    | %       | osób      | %         |
| Populacja                           | 2871   | 100    | 1522    | 53,01   | 1349      | 46,99     |
| Wiek przedprodukcyjny (0–17 lat)    | 525    | 18,29  | 279     | 9,72    | 246       | 8,57      |
| Wiek produkcyjny (18–65 lat)        | 1573   | 54,79  | 811     | 28,25   | 762       | 26,54     |
| Wiek poprodukcyjny (powyżej 65 lat) | 773    | 26,92  | 432     | 15,05   | 341       | 11,88     |

## Polityka
Wójtem gminy jest Michael Bernwieser (PFW), wcześniej był nim Hans Kirner z SPD a do 2002 Hans Hirsch (CSU).
|      | CSU | SPD | PFW | FDP/PU | Razem |
| 2008 | 5   | 4   | 5   | –      | 14    |
| 2002 | 5   | 4   | 4   | 1      | 14    |

### Współpraca
Seeshaupt posiada obecnie dwie miejscowości partnerskie. Są to Krzyżanowice w Polsce oraz Saint-Trojan we Francji.

## Oświata

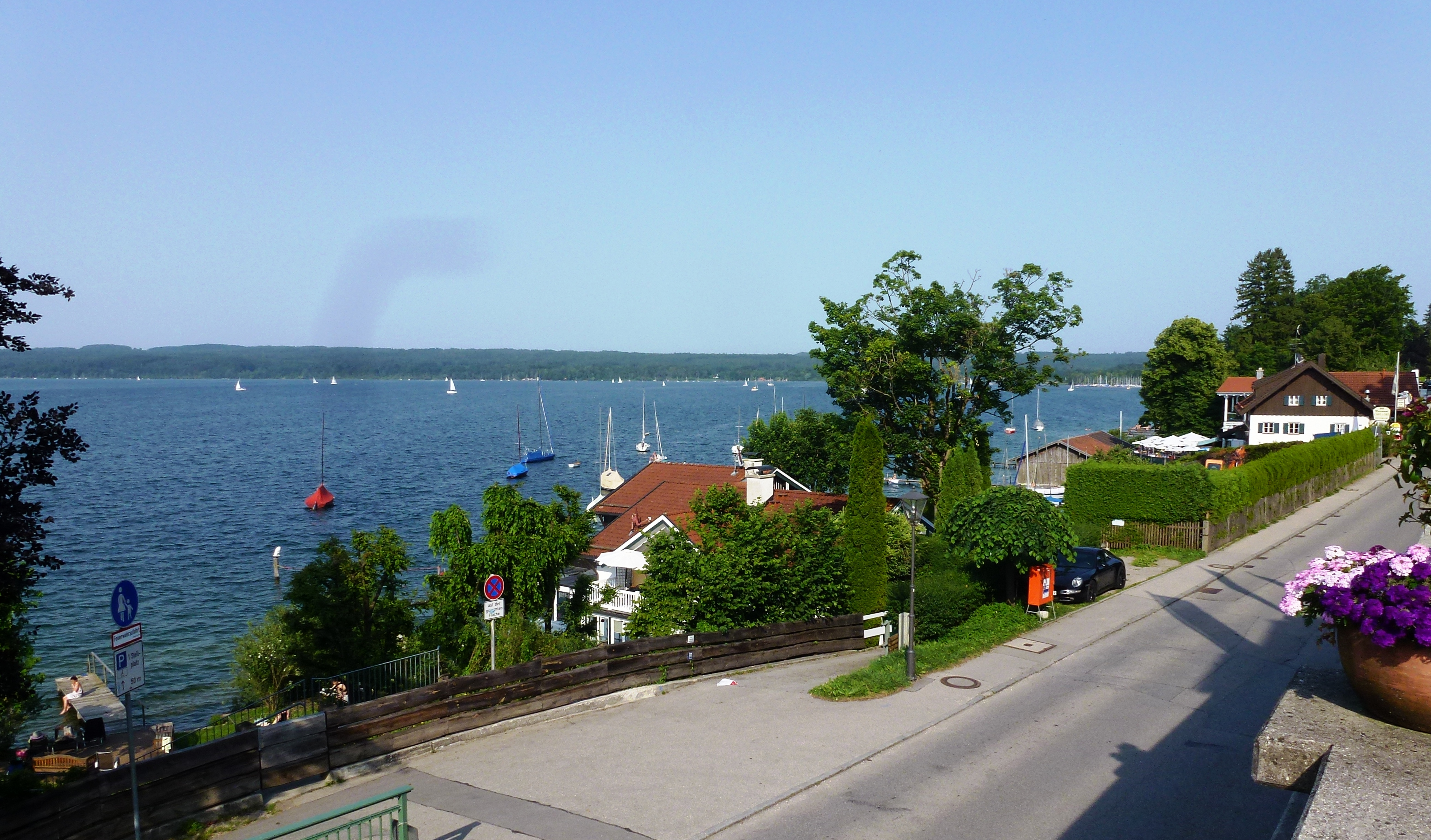
Widok na Starnberger See

W gminie znajduje się przedszkole (75 miejsc) oraz szkoła podstawowa (10 nauczycieli, 131 uczniów).